# Lassina Traoré
Lassina Chamste Soudine Franck Traoré (Bobo-Dioulasso, 2001. január 12. –) Burkina fasó-i válogatott labdarúgó, az Sahtar Doneck játékosa.

## Pályafutása

### Klubcsapatokban
2007 és 2017 között a Rahimo korosztályos csapataiban nevelkedett, majd innen csatlakozott az Ajax Cape Town együtteséhez. 2019 januárjában csatlakozott a holland Jong Ajax csapatához. Január 28-án mutatkozott be a második csapatban a Volendam ellen góllal. Remek teljesítményt nyújtott a szezon során, ennek következtében az első csapat edzője Erik ten Hag az első csapathoz vezényelte. Május 12-én mutatkozott be a felnőtteknél az Utrecht elleni bajnoki találkozó utolsó percében, amikor is csereként váltotta Klaas-Jan Huntelaart. December 22-én első gólját is megszerezte az Ajax csapatában a bajnokságban az ADO Den Haag ellen. 2020. október 24-én a VVV-Venlo ellen idegenben 13–0-ra győzött az Ajax,  és ezzel a bajnokság történetének legnagyobb sikerét aratta. Ezen a mérkőzésen 5 gólt és 3 gólpasszt jegyzett.
2021. június 18-án jelentették be, hogy az ukrán Sahtar Doneck szerződtette 5 évre. Szeptember 22-én duplázott a szuperkupában a Dinamo Kijiv ellen 3–0-ra megnyert találkozón.

### A válogatottban
2017. május 4-én góllal debütált a Burkina Fasó-i labdarúgó-válogatottban a Benin elleni barátságos mérkőzésen.

## Statisztika

### Klub
2020. október 24-i állapotnak megfelelően.
| Klub      | Szezon   | Bajnokság | Bajnokság | Kupa  | Kupa | Nemzetközi | Nemzetközi | Egyéb | Egyéb | Összesen | Összesen |
| Klub      | Szezon   | Mérk.     | Gól       | Mérk. | Gól  | Mérk.      | Gól        | Mérk. | Gól   | Mérk.    | Gól      |
| --------- | -------- | --------- | --------- | ----- | ---- | ---------- | ---------- | ----- | ----- | -------- | -------- |
| Jong Ajax | 2018–19  | 14        | 8         | 0     | 0    | —          | —          | —     | —     | 14       | 8        |
| Jong Ajax | 2019–20  | 17        | 13        | 0     | 0    | —          | —          | —     | —     | 17       | 13       |
| Jong Ajax | 2020–21  | 2         | 1         | 0     | 0    | —          | —          | —     | —     | 2        | 1        |
| Jong Ajax | Összesen | 33        | 22        | 0     | 0    | 0          | 0          | 0     | 0     | 33       | 22       |
| AFC Ajax  | 2018–19  | 1         | 0         | 0     | 0    | 0          | 0          | —     | —     | 1        | 0        |
| AFC Ajax  | 2019–20  | 9         | 2         | 2     | 2    | 1          | 0          | —     | —     | 12       | 4        |
| AFC Ajax  | 2020–21  | 6         | 5         | 0     | 0    | 1          | 0          | —     | —     | 7        | 5        |
| AFC Ajax  | Összesen | 16        | 7         | 2     | 2    | 2          | 0          | 0     | 0     | 20       | 7        |
| Összesen  | Összesen | 49        | 29        | 2     | 2    | 2          | 0          | 0     | 0     | 53       | 31       |

### A válogatottban
2021. június 5-én frissítve.
| Burkina Faso | Burkina Faso | Burkina Faso |
| Év           | Meccs        | Gól          |
| ------------ | ------------ | ------------ |
| 2017         | 4            | 3            |
| 2018         | 0            | 0            |
| 2019         | 4            | 0            |
| 2020         | 4            | 2            |
| 2021         | 3            | 1            |
| Összesen     | 15           | 6            |

### Válogatott góljai
2021. június 5-én frissítve.
| #  | Időpont            | Helyszín                                   | Ellenfél         | Gólok | Eredmény | Kiírás                                    |
| -- | ------------------ | ------------------------------------------ | ---------------- | ----- | -------- | ----------------------------------------- |
| 1. | 2017. május 4.     | Stade du 4 Août, Ouagadougou, Burkina Faso | Benin            | 1–0   | 1–1      | Barátságos mérkőzés                       |
| 2. | 2017. május 21.    | Stade de l’Amitié, Cotonou, Benin          | Benin            | 1–1   | 2–2      | Barátságos mérkőzés                       |
| 3. | 2017. május 21.    | Stade de l’Amitié, Cotonou, Benin          | Benin            | 2–1   | 2–2      | Barátságos mérkőzés                       |
| 4. | 2020. november 12. | Stade du 4 Août, Ouagadougou, Burkina Faso | Malawi           | 1–0   | 3–1      | 2021-es afrikai nemzetek kupája selejtező |
| 5. | 2020. november 12. | Stade du 4 Août, Ouagadougou, Burkina Faso | Malawi           | 2–0   | 3–1      | 2021-es afrikai nemzetek kupája selejtező |
| 6. | 2021. június 5.    | Stade National, Abidjan, Elefántcsontpart  | Elefántcsontpart | 1–0   | 1–2      | Barátságos mérkőzés                       |

## Család
Unokatestvére Bertrand Traoré szintén profi labdarúgó, a spanyol Villarreal játékosa.

## Sikerei, díjai
- AFC Ajax
  - Eredivisie: 2018–19, 2020–21
  - Holland kupa: 2018–19, 2020–21
  - Johan Cruijff-kupa: 2019

- Sahtar Doneck
  - Ukrán Premier League: 2022–23 , 2023–24
  - Ukrán kupa: 2023–24
  - Ukrán szuperkupa: 2021